# 오보미
오보미(1987년 4월 25일~)는 대한민국의 여자 성우이다. 2016년에 KBS 공채 41기 성우로 입사하였다. [한국방송 성우극회]] 소속이다.

## 주요 출연작품

### 외화
- 이터널스 - 여성(귀오마르 알론소)

### TV
- TV 유치원 - 빵야(KBS2)

### 라디오

#### KBS
생방송 토요일 아침입니다 (KBS 1라디오)
- 2017.10.01 ~ 2017.12.30 <생방송 토요일 아침입니다> 진행

소설극장 (KBS 3라디오)
- 2016.05.20 ~ 2016.06.27 강태식 作 <굿바이 동물원>
- 2017.01.19 ~ 2017.03.12 기욤 뮈소 作 <내일> (조이스)
- 2017.06.12 ~ 2017.05.09 노희경 <내일> - 세미
- 2017.09.01 ~ 2017.09.01 노희경 <거짓말> - 조이스

KBS 무대 (KBS 한민족방송)
- 2016.03.05 <재원이는 1학년> (학생2)
- 2016.03.12 <곡예사의 첫사랑> (아이2)
- 2016.04.30 <아르바론 몬살리나> (아이)
- 2016.05.07 <위대한 이혼식> (여직원)
- 2016.05.21 <바담 풍, 바람 퐁> (목소리1)
- 2016.06.11 <무능경찰 김반장> (커피알바)
- 2016.06.18 <위험한 아이> (점원)
- 2016.06.25 <뉴스를 들려드립니다> (기계음)
- 2016.07.16 <관계자 출입금지> (간호사)
- 2016.10.01 <Yesterday> (미옥)
- 2016.10.22 <아버지를 찾아서> (여친구)
- 2016.10.29 <아싸라비아, 천억만> (여자3)
- 2016.11.19 <비를 동반한 눈> (손님2)
- 2016.12.10 <종점> (의사)
- 2016.12.17 <내게 비트를 들려줘> (냉면주인)
- 2016.12.24 <나의 오리지날 짝퉁> (다솔)
- 2017.01.21 <카모마일 차를 마시는 밤> (아줌마)
- 2017.01.28 <꺼지지 않는 tv> (스탭/앵커)
- 2017.02.04 <한달만 사랑할게> (여직원)
- 2017.02.16 <라디오 90년 특별기획 드라마 아버지의 팔> (장난전화 아이)
- 2017.02.18 <마스커레이드> (지지자)
- 2017.02.25 <탈퇴하시겠습니까?> (학생3)
- 2017.03.11 <카페W> (친구女)
- 2017.03.18 <은주가 변했다> (간호사2)
- 2017.04.08 <이별의 시간> - 명주
- 2017.04.22 <화성행 편도티켓> - 기자 3
- 2017.04.29 <붉은 잠옷의 비밀> - 약국주인
- 2017.06.03 <꽁초는 알고 있다> - 직원(남편회사)
- 2017.06.10 <앓던 이 빠지던 날> - 심사위원
- 2017.06.17 <은주가 다르게 변했다> - 고시원총무
- 2017.07.01 <비너스 전파사> - 여점원
- 2017.07.15 <살림의 명수> - 의사
- 2017.08.12 <조율> - 한인 친구 3
- 2017.09.01 <단내살이> - 친구 3
- 2017.09.09 <그렇게 아이가 자란다> - 손님 2
- 2017.09.16 <고독 해결사> - 간호
- 2017.10.14 <갑을 위한 변명> - ETN
- 2017.11.18 <당신을 위한 티켓> - 피씨방알바

라디오 문학관 (KBS 한민족방송)
- 2016.03.20 정도상 作 <장씨의 어떤 하루> (큰딸)
- 2016.04.10 성은영 作 <귀향의 끝> (손님들)
- 2016.05.22 김금희 作 <너무 한낮의 연애> (여직원)
- 2016.07.03 이은선 作 <유리주의> (지영)
- 2016.07.10 권여선 作 <층> (학생)
- 2016.07.31 김주동 作 <조합인간> (팬클럽1)
- 2016.08.07 김재희 作 <페이퍼 하트> (상인)
- 2016.08.21 박하익 作 <마지막 장난> (의대생1)
- 2016.08.28 송시우 作 <좋은 친구> (김간호사)
- 2016.09.04 홍지화 作 <드라이아이스> (엄마)
- 2016.10.23 정길연 作 <알래스카 그 후> (B의 딸)
- 2016.11.13 문경민 作 <곰씨의 동굴> (여직원)
- 2016.11.27 조수경 作 <내 사람이여> (라디오 작가1)
- 2016.12.25 최민우 作 <머리 검은 토끼> (젊은 엄마)
- 2017.01.15 김민주 作 <너의 목소리> (아이엄마)
- 2017.01.22 이기호 作 <최미진은 어디로> (성우2(女))
- 2017.01.29 이서진 作 <아내의 정원수> (여직원)
- 2017.02.05 권제훈 作 <박스> (후배2)
- 2017.03.05 윤고은 作 <부루마불에 평양이 있다면> (안내2)
- 2017.04.02 김종광 <학생댁 유씨씨> - 네티즌 2
- 2017.04.16 안지용 <결혼 자격 시험> - 진행
- 2017.06.04 윤성희 <스위치> - 그녀
- 2017.06.18 강화길 <호수 - 다른 사람> - 친구
- 2017.07.09 장우석 <대결> - 권소영
- 2017.07.30 윤자영 <피 그리고 복수> - 여자
- 2017.09.03 이건혁 <피코> - 여자 경찰
- 2017.09.17 김덕희 <눈부신 날> - 학생 1
- 2017.10.22 김언수 <존엄의 탄생> - 대표 2
- 2017.11.05 권여선 <손톱> - 수연
- 2017.11.12 조미녀 <파파라치 가족> - 종업원

라디오 극장 (KBS 한민족방송)
- 2016.05.01 ~ 2016.05.31 정유정 作 <내 심장을 쏴라>
- 2016.06.01 ~ 2016.06.30 홍부용 作 <아빠를 빌려 드립니다> (간호사)
- 2016.07.01 ~ 2016.07.31 장용민 作 <궁극의 아이>
- 2016.08.01 ~ 2016.08.31 김종일 作 <몸 - 에피소드 7 : 귀>
- 2016.11.01 ~ 2016.11.30 이유선 作 <오버 더 힐파티> (알바녀)
- 2016.12.01 ~ 2016.12.31 김범 作 <공부해서 너 가져> (학생2/학생/재규母)
- 2017.01.01 ~ 2017.01.31 손선영 作 <이웃집 두 남자가 수상하다> (어린 지유/미화원/간호사)
- 2017.02.01 ~ 2017.02.28 정규웅 作 <붉은 꽃, 나혜석> (홍민서/건)
- 2017.06.01 ~ 2017.06.30 구상희 <마녀식당으로 어서오세요> - 단역
- 2017.08.01 ~ 2017.08.31 심재천 <나의 토익 만점 수기> - 캐셔/기자/여자
- 2017.09.01 ~ 2017.09.30 유영민 <헬로 바바리맨> - 단역
- 2017.11.01 ~ 2017.11.30 이동원 <완벽한 인생> - 단역

다큐멘터리 역사를 찾아서 (KBS 라디오)
- 2016.04.10 <제598편 연산군, 복수의 칼을 뽑다> (정씨)
- 2016.06.26 <제609편 연산군의 한글탄압 - "언문사용을 금하라!"> (기생)

와이파이 초한지 (KBS 라디오)
- 2016.05.20 <10화> (여자1)
- 2016.05.24 <12화> (여자 교관)
- 2016.06.03 <20화> (손님1)
- 2016.06.10 <25화> (여자2)
- 2016.06.17 <30화> (남녀아이)
- 2016.06.30 <39화> (친구3)
- 2016.07.04 <41화> (여자1)
- 2016.07.15 <50화> (여자1)
- 2016.07.18 <51화> (여자1)
- 2016.07.26 <57화> (주민2)
- 2016.08.12 <70화> (장수2)
- 2016.08.23 <77화> (장수2)
- 2016.08.30 <82화> (마부)
- 2016.10.12 <113화> (부장2)
- 2016.10.24 <121화> (군사1)
- 2016.11.22 <142화> (부하2)
- 2016.12.13 <157화> (신하)
- 2016.12.15 <159화> (해설가2)
- 2016.12.21 <163화> (성우1)
- 2016.12.29 <169화> (부장1)
- 2017.01.13 <180화> (군사)
- 2017.01.25 <188화> (부하2)
- 2017.01.31 <192화> (안내방송)
- 2017.02.09 <199화> (장군2)

## 같이 보기
- 한국방송 성우극회